# Die Entdeckung der Currywurst
Die Entdeckung der Currywurst ist eine Novelle mit Rahmenerzählung von Uwe Timm aus dem Jahr 1993.

## Inhalt
Ein nicht mehr ganz junger Mann fährt nach Hamburg, der Stadt seiner Kindheit. Dort besucht er siebenmal Frau Brücker, die ehemalige Besitzerin einer Imbissbude, im Altenwohnheim und lässt sich von ihr eine längere Episode ihres Lebens erzählen.
Ausführlich werden die letzten Kriegstage ab dem 29. April 1945 und die zeitgeschichtlich geprägten privaten Erlebnisse der zu diesem Zeitpunkt 43-jährigen Frau geschildert:
Bei einem Kinobesuch lernt Frau Brücker den Bootsmann Hermann Bremer kennen, sucht zusammen mit ihm in einem Luftschutzkeller Schutz und nimmt ihn nach der Entwarnung mit zu sich nach Hause, wo er auch als Fahnenflüchtiger bleibt. Sie ist verheiratet und hat zwei Kinder, 16 und 20 Jahre alt. Er ist verheiratet und hat ein neugeborenes Kind. Diese Tatsachen verschweigt er ihr allerdings, was sie später immer wieder als Ausflucht dafür benutzen wird, ihm ihrerseits das Kriegsende verschwiegen zu haben. Bremer versteckt sich in Lena Brückers Wohnung. An den Abenden und nachts widmen sie sich ihrer Liebe. Obwohl Bremer vom Fenster aus den Einmarsch der Engländer sehen kann, dichtet er sich eine Wunschwelt, in der die Engländer mit den Deutschen gemeinsam gegen die Russen ziehen. Zu Bremers Konstrukt muss Lena Brücker nur einige „Notlügen“ beisteuern.
Als Lena Brücker dann Bilder vom Massenmord an den Juden in der Zeitung sieht und dies Bremer etwas verändert erzählt, kann sie sich nicht zurückhalten. Sie schreit Bremer an und teilt ihm mit, dass der Krieg verloren ist. Sie läuft nach draußen und ist unfassbar traurig. Später, als sie wiederkommt, ist Bremer fort.
Nach dem Krieg muss Lena Brücker eine neue Methode zum Überleben finden, und im Zuge ihrer Anstrengungen und als Folge zahlreicher Verwicklungen und Zufälle entdeckt sie die Zubereitungsweise einer tomatenhaltigen Currysauce. Da sie selbstständig werden wollte, tauschte sie zum Beispiel Bremers Reiterabzeichen gegen ein paar Ketchup-Flaschen und erstand auch Currypulver, aber lässt ihre Neuerwerbungen auf dem Heimweg fallen. Sie kostet von der atemberaubend schmeckenden Komposition aus Ketchup und Curry und entwickelt das Rezept der „Currywurst“, welche sie als ihr Markenzeichen an der Imbissbude verkauft. Die Erlebnisse mit Bremer haben den Schlusspunkt für ihre Liebesmöglichkeiten gesetzt, und die Imbissbude wird Grundlage für ihren weiteren Lebensunterhalt.
Als der Erzähler Frau Brücker zum letzten Mal besuchen will, erfährt er, dass sie verstorben ist. Frau Brücker hinterlässt ihm den gestrickten Pullover und das Originalrezept der Currywurst.
Von großem symbolischen Wert ist das Motiv des Strickens: Die Protagonistin Lena Brücker fertigt während der Erzählung einen blauen Pullover an, dessen Farbe für ihre Verbundenheit mit Bremer steht. Der Leser erfährt mit fortschreitender Handlung, dass sie aus nostalgischen Gründen versucht, die ebenfalls blaue Uniform ihres einstigen Geliebten nachzustricken. Mit der Vollendung des Pullovers endet schließlich die gemeinsame Geschichte von Bremer und Lena Brücker – wie auch die Rahmenhandlung des Werks.
In der Novelle werden die großen politischen Ereignisse mit den privaten Beweggründen der Protagonisten verbunden. Die im Krieg selbstständig gewordene Frau nimmt ihren zurückkehrenden Ehemann zwar zunächst wieder in die Wohn- und Lebensgemeinschaft auf, wirft ihn aber bald hinaus und schlägt sich weiter zusammen mit ihren Kindern, aber ohne Ehemann, durchs Leben. Es wird beschrieben, dass die Nachkriegszeit nicht unbedingt ein Wiederaufbau sein musste, sondern dass auch neue soziale Strukturen entstanden. Ob die Entdeckung der Currywurst tatsächlich wie beschrieben stattfand, ist nebensächlich.

## Kritiken
„Das Hohelied auf ein unspektakuläres Frauenleben […] Der Autor versteht es, das Geflecht menschlicher Beziehungen auszuleuchten. Sinnlichkeit, Heiterkeit, Bitternis und Trauer sind in dieser Geschichte so ineinander verwoben, dass sie zum nachhaltigen Lektüreerlebnis wird.“

„Eine Liebesgeschichte von zeitgeschichtlicher Gleichniskraft“

„Raffiniert erzählt“

„[…] eine geniale Geschichte über gute alte Hausmannskost!“

„[…] eine ebenso groteske wie rührende, phantastische wie im konkreten Alltag verwurzelte Liebesgeschichte“

## Bearbeitungen

### Buch
- Uwe Timm: Die Entdeckung der Currywurst. Kiepenheuer und Witsch, Köln 1993, ISBN 3-462-02461-2. (Erstausgabe)
- Uwe Timm: Die Entdeckung der Currywurst. dtv, München 2008, ISBN 978-3-423-08394-2. (Taschenbuchausgabe)

### Comic
Diese Novelle ist Grundlage des gleichnamigen 1996 entstandenen Comics von Isabel Kreitz: Die Entdeckung der Currywurst. Carlsen, Hamburg 2005, ISBN 978-3-551-78183-3.

### Unterrichtsmaterial
Es gibt eine Bearbeitung des Themas als Lehrmittel für den Deutschunterricht.
- Uwe Timm, Ulrike Ladnar (Bearbeitung); Helmut Flad (Hrsg.): Die Entdeckung der Currywurst. Unterrichtsmodelle mit Kopiervorlagen. Cornelsen, Berlin 2006, ISBN 978-3-464-61547-8.
- Uwe Timm, Hans-Georg Schede (Interpretation): Die Entdeckung der Currywurst. Interpretationshilfe Deutsch. Stark, Freising 2008/2009, ISBN 978-3-89449-709-5.

### Hörbuch
Die Novelle wurde von „Der Hörverlag“ auf 5 MC als vom Autor gelesenes Hörbuch herausgegeben, Stuttgart 1996.
Uwe Timm: Die Entdeckung der Currywurst. Novelle, von Uwe Friedrichsen gelesen, fünf Audio-CDs. Litraton, Hamburg 2004, ISBN 978-3-89469-732-7.

### Bühnenfassung
Am 26. September 1998 wurde die gleichnamige Bühnenfassung von Johannes Kaetzler und Gerhard Seidel am Freien Werkstatt Theater Köln uraufgeführt. Die Hauptrolle der Lena Brücker spielte Claudia Mischke. Das Stück wird verlegt vom Theaterverlag Whale Songs, Hamburg.

### Film
Im Jahr 2008 wurde eine Verfilmung der Novelle mit Barbara Sukowa in der Hauptrolle als Lena Brücker und Alexander Khuon als Hermann Bremer unter der Regie von Ulla Wagner veröffentlicht.
In dem Film liegt der Schwerpunkt auf der Beziehung zum Deserteur Bremer. Daneben wird auf die Entdeckung der Currywurst eingegangen. Die Rahmenhandlung aus dem Buch fehlt.